# Теленовела
Теленовелата (на испански: telenovela, букв. „телевизионен роман“) е телевизионен жанр. Първоначално произвеждана в няколко страни от Латинска Америка, в теленовелата се разказва история, която не е непременно реалистична, с мелодраматичен спор, развиващ се в няколко епизода, като обикновено завършва с щастлив финал за главните герои. Според мексиканската литературна критичка Бланка де Лисур, теленовелата съчетава драмата и фейлетона от XIX в., като естествено еволюира от латиноамериканската радионовела.
Често протагонистите (обикновено млада влюбена двойка) трябва да се борят срещу един или няколко антагонисти (ухажори, изоставени от двете страни, родители и/или деспотични баби и дядовци и др.), които се противопоставят на връзката им. Протагонистите имат помощта на различни хора, които подкрепят техния съюз (други роднини, приятели и т.н.) и в крайна сметка намират своето щастие в последния епизод, в който се случват всякакви инциденти.
Теленовелите по същество са със сантиментален характер, пълен с интриги, коварства и измами, но с течение на годините придобиват повече екшън като се включват елементи от други жанрове (комедия, трилър и научна фантастика). През последните години съвременната теленовела се занимава не само със сантиментални проблеми, но и с противоречиви въпроси като сериозни заболявания, наркомания, хомосексуалност и престъпност.

## Теленовела и сапунена опера
Латиноамериканската теленовела се различава от северноамериканската и английската сапунена опера по това, че първата е създадена и написана с планирана продължителност и почти винаги се излъчва в телевизионния праймтайм.
Често сапунените опери имат множество сюжетни линии, които гарантират продължителност с години, дори и десетилетия (какъвто е случаят с Guiding Light, излъчвана 72 години в радио и телевизионен ефир). В този смисъл бразилските теленовели са подобни на сапунените опери, тъй като съдържат множество истории, които понякога превъзхождат интереса към класическата централна любовна история.

## История
Първата теленовела, произведена в Бразилия през 1950 г., е Sua vida me pertence. Между 1957 и 1958 г. в Мексико е продуцирана първата драматична поредица във формата на теленовелата – „Забранена пътека“, написана от Фернанда Вийели.
Първата теленовела, добила световна популярност, е „Богатите също плачат“, Мексико, 1979 г., излъчена в България, Русия, САЩ, Китай и други страни. Най-известните теленовели се продуцират в Бразилия, Мексико, Колумбия, Аржентина, Чили и Венецуела.
Основната особеност на първите теленовели са кратката им продължителност (не повече от тридесет епизода), с времетраене от 15 до 25 минути. До 90-те години повечето теленовели се излъчват в 30-минутни епизоди с изключение на Бразилия. Оттам нататък най-обичайният формат е 45 минути. Въпреки това в Европа и други континенти все още се срещат теленовели с епизоди, чиято продължителност е кратка.

## Рамки
Съществуват няколко модела, които обикновено се срещат в сюжетите на теленовелите, довели до множество класически стереотипи на жанра.
Типичният сюжет разказва историята на момиче със скромен произход, което работи на полето или изкарва прехраната си в града с една или повече лошо платени работни места, за да издържа себе си и семейството си. Животът на момичето се пресича с този на млад мъж от много богато семейство, за когото обикновено започва да работи като прислужница.
Протагонистката се влюбва в сина на семейството, но семейството му (обикновено неговите родители или бабите и дядовците му, ако той няма родители) се противопоставя на връзката поради техните социални различия и изготвя всякакви планове за раздялата им с помощта на роднини и слуги. Освен това младежът вече е ангажиран с жена от социалното си положение, която се преструва, че е бременна или забременява от друг мъж (приятел и/или съдружник на протагониста) или от самия протагонист, за да не я напусне. Младият мъж решава да се грижи за бъдещото бебе и дори може да се ожени за годеницата си.
Протагонистката се разделя с любимия си и започва нов живот далеч от него, често бременна, без той да знае. Търсейки нова работа, тя открива, че също произхожда от заможно семейство, което я посреща привързано или сама се превръща в успешна жена (бизнесдама, актриса, модел и т.н.). Успехът ѝ ще я накара да се събере отново с предишната си любов и да открие, че чувствата им не са се променили. Ако тя е забременяла във връзката им, той ще открие съществуването на детето си.
Впоследствие се разбира, че бременността на злодея е била инсценирана (ако бременността ѝ е истинска и бебето ѝ е от друг мъж, ще бъде разкрита изневярата; ако е дете на протагониста, злодеят ще направи аборт) и главният герой ще я изостави, за да се върне при любимата си. След последна битка между протагонистите и антагонистката, тя умира или отива в затвора (или психиатрично заведение) и най-накрая главните герои могат да бъдат щастливи заедно.

## Културно въздействие
Теленовелите се радват на голяма популярност в Латинска Америка и в страни като Португалия, Испания, Италия, Гърция, Източна Европа, Централна Азия, Кавказ, Турция, Китай, Филипини, Индонезия, Израел, Словения, а също и страните от Африка, особено в бившата испанска колония на Екваториална Гвинея, където са популярни мексиканските теленовели.
В Китай бразилската теленовела „Робинята Изаура“ е гледана от повече от 450 милиона зрители. Уругвайската актриса и певица Наталия Орейро е повече популярна в Русия и Израел благодарение на аржентинските теленовели, в които участва през 90-те години. Всъщност тя е по-успешна в страните от Източна Европа, отколкото в Аржентина.
Едни от най-успешните латиноамерикански теленовели са: „Мария от квартала“, „Право на раждане“, „Дивата котка“, „Дивата Роза“, „Истинска любов“, „Росалинда“, „Сватби по омраза“, „Моя сладка Валентина“, „Мария Мерседес“, „Петнадесетгодишна“, „Просто Мария“, „Грозната Бети“, „Непокорните“, „Руби“, „Маримар“, „Тереса“, „Трима братя, три сестри“, „Свърталище на вълци“, „Диво сърце“, „Узурпаторката“, „Любовни връзки“, „Право на любов“, „Есмералда“, „Касандра“ и други.

## Класификации
Теленовелите могат да бъдат класифицирани според аудиторията, към която са насочени, периодичността, с която се излъчват, или темата, с която се занимават, наред с други параметри.
Обикновено теленовелите имат високо мелодраматично съдържание, но от втората половина на 90-те и особено през първите години на XXI век започва да преобладава разнообразие, вариращо от комедия до трилър.
Друго разграничение може да се направи между теленовелите с розови истории и такива с по-реалистични истории, като първите са тези, в които сюжетът се върти около ясно определени персонажи и ситуации, разбираеми за всеки, и препращайки към вторите към онези теленовели, в които персонажите се планират по-задълбочено, като всички те имат одобрителни и осъдителни действия, със степен на сложност в сюжета, която по-скоро прилича на реалния живот.

### Розова теленовела
В розовата теленовела се съдържа висока степен на романтизъм и драматизъм. В този тип теленовела има бедна протагонистка, която се влюбва в богат мъж и трябва да се бори, за да се омъжи за него. Един от основните компоненти в сюжета на розовата теленовела е злодейка, която иска да открадне любовта от бедната протагонистка. През повечето време тези злодеи са водени от алчност за пари.

### Теленовела с международна тематика
Това са онези теленовели, които имат сюжет, основан на културата, обществото или политиката на друга държава. Много от тях засягат повече от една конкретна тема, за да ѝ придадат по-голяма интензивност от обикновената теленовела. Някои са базирани на литературни или графични произведения, докато други са базирани на легенди или новини.
Реде Глобо, най-важната телевизионна компания в Бразилия и втората по големина в света, се смята за люлката на този тип теленовели, тъй като произвежда редица поредици като: „Шейхът от Агадир“ от 1966 г. (Арабия), „Сянката на Ребека“ от 1967 г. (Япония), „Клонинг“ от 2001 г. (Мароко), „Есперанса“ от 2002 г. (Италия), „Америка“ от 2005 г. (САЩ), „Бизнесът на Китай“ от 2008 г. (Китай), „Индия – любовна история“ от 2009 г. (Индия), „Смела жена“ от 2013 г. (Турция).
От своя страна американската компания Телемундо създава версии на вече съществуващи теленовели, прилагайки международни теми: „Клонинг“ от 2010 г. (базирана на едноименната бразилска теленовела от 2001 г.) и „Силикон за рая“ от 2008 г., в която се засяга колумбийската социална тема, която е версия на едноименната колумбийска теленовела от 2006 г.
През 1987 г. мексиканската компания Телевиса създава теленовелата „Грехът на Оюки“, базирана на произведението на Йоланда Варгас Дулче, с тема, представяща Япония. По-късно, през 2012 г., създава теленовелата „Смела любов“, чиято тема представя Чили.
През 2013 г. колумбийската компания Канал Ар Си Ен създава теленовелата „Очаквам те“, която засяга въпроса за емиграцията на латиноамериканците в САЩ.

## Етапи
Сюжетът на теленовелата обикновено се развива в поредица от етапи, които са в следния ред:

### Пролог
Прологът може да бъде определен като представяне на героите и фона, на да се поставят зрителите в историята. Те могат да разказват за миналото на родителите на протагонистите и техните отношения, които определят конфликтите, с които започва историята. Обикновено това завършва с първия контакт между главните герои – протагониста (протагонистката) и антагониста.

### Развитие
Героят и героинята се познават, в началото те могат да имат сложни отношения, независимо дали поради съперничество, семейни конфликти, които са в други отношения (обикновено със злодей или с някой, който ще умре от ръцете на злодея) или просто между тях няма искра, но скоро те стават двойка. Междувременно зрителите започват да познават по-добре мотивите на злодеите и виждат как се създава сложна верига от действия, която се стреми да унищожи враговете им.

### Мрачен етап
Докато връзката на двойката достига своя връх (женят се или изживяват най-хубавите моменти от живота си), антагонистът най-накрая успява да ги засегне директно, понякога разрушавайки връзката на героите, които изпадат депресия, пороци или болести. Сякаш това не е достатъчно, героинята може да забременее, което предизвиква още повече скандали. Ако злодеят е още по-успешен, протагонистката или протагонистът могат да бъдат замесени в престъпление, което не са извършили, като попада някой от тях в затвора, с голям присъда.

### Кулминация
Кулминацията, наричана още решаващ етап, е етапът, в който теленовелата започва да достига най-високата си точка и отчаянието надделява в сюжета. Обикновено героите започват да откриват тъмни тайни, които помагат да отслабят силата на злодея, да намерят доказателства, които доказват, че любовта никога не е била изгубена или че всичко е било машинация. Малко по малко ключовите герои окончателно избират една от двете страни – на доброто или злото.

### Финален етап
Това е етапът, в който теленовелата е в най-напрегнатата си точка. Обикновено антагонистът, бидейки напълно открит, решава да предприеме рисков ход, който ще постави в опасност няколко ключови герои, предимно протагонистите, целта е да ги убие и да заличи всички доказателства за деянията, в които го обвиняват. В тези етапи любовта отново се подлага на изпитание, било поради опасността протагонистката да попадне в капана на злодея, или поради внезапна болест, която я излага на опасност от смърт, причинена от мъките, които е изживяла.